# Feroxforelle
Die Feroxforelle (Salmo ferox) ist eine Fischart aus der Familie der Lachsfische (Salmonidae). Sie kommt in Irland im Lough Melvin, Lough Corrib und Lough Mask, in Schottland im Loch Awe, Loch Laggan und anderen Seen, sowie wahrscheinlich in den Seen Ullswater und Bassenthwaite in Cumbria sowie im Llyn Padarn und Llyn Peris in Wales vor. Von manchen Autoren wird sie als Unterart Salmo trutta ferox der Forelle betrachtet. Die genaue Abgrenzung der Arten Salmo ferox und Salmo trutta ist schwierig.

## Merkmale
Feroxforellen erreichen eine Länge von bis zu 80 Zentimetern und ein Gewicht bis etwa 14 Kilogramm. Der Körper ist braun bis silbrig mit keinen oder wenigen kleinen schwarzen Flecken.

## Lebensweise
Die Art besiedelt tiefe, nährstoffarme Seen, in denen Saiblinge (Salvelinus) vorkommen, die einen Großteil der Beute ausmachen. Während Jungtiere bis etwa 30 Zentimeter Länge sich vorwiegend von Insekten und anderen Wirbellosen ernähren, fressen ältere Tiere fast ausschließlich Fische. Die Laichzeit liegt im November und Dezember, die Eier werden in tiefen Zuflüssen der Seen abgelegt. Die Lebenserwartung liegt bei bis zu 23 Jahren.